# 水成川駅
水成川駅（みずなりかわえき）は、鹿児島県南九州市頴娃町別府にある、九州旅客鉄道（JR九州）指宿枕崎線の駅である。駅アイコンは開聞岳の背景に「えび」。

## 歴史
- 1963年（昭和38年）10月31日：国鉄指宿枕崎線の駅として開設[1][2]。旅客のみ取扱う無人駅[3]。
- 1987年（昭和62年）4月1日：国鉄分割民営化に伴い、JR九州の駅となる[1]。

## 駅構造
単式ホーム1面1線を有する地上駅。無人駅である。

## 利用状況
- 2015年度の1日平均乗車人員は5人である。

| 年度 | 1日平均 乗車人員 | 1日平均 乗降人員 |
| ---- | ---------------- | ---------------- |
| 2007 | 9                | 18               |
| 2008 | 9                | 19               |
| 2009 | 5                | 12               |
| 2010 | 3                | 7                |
| 2011 | 6                | 13               |
| 2012 | 7                | 15               |
| 2013 | 5                | 11               |
| 2014 | 3                | 6                |
| 2015 | 5                | 12               |

## 駅周辺
- 国道226号
- 水成川簡易郵便局
- 番所鼻自然公園[4]（当駅より次の頴娃大川駅までを海岸経由で結ぶ徒歩ルート「シーホーウォーク」の途中にあり、「タツノオトシゴハウス」やユニークな参拝スタイルで知られる「釜蓋神社」等に行ける）
- タツノオトシゴハウス（番所鼻自然公園に隣接）
- 佐多宗二商店焼酎工場

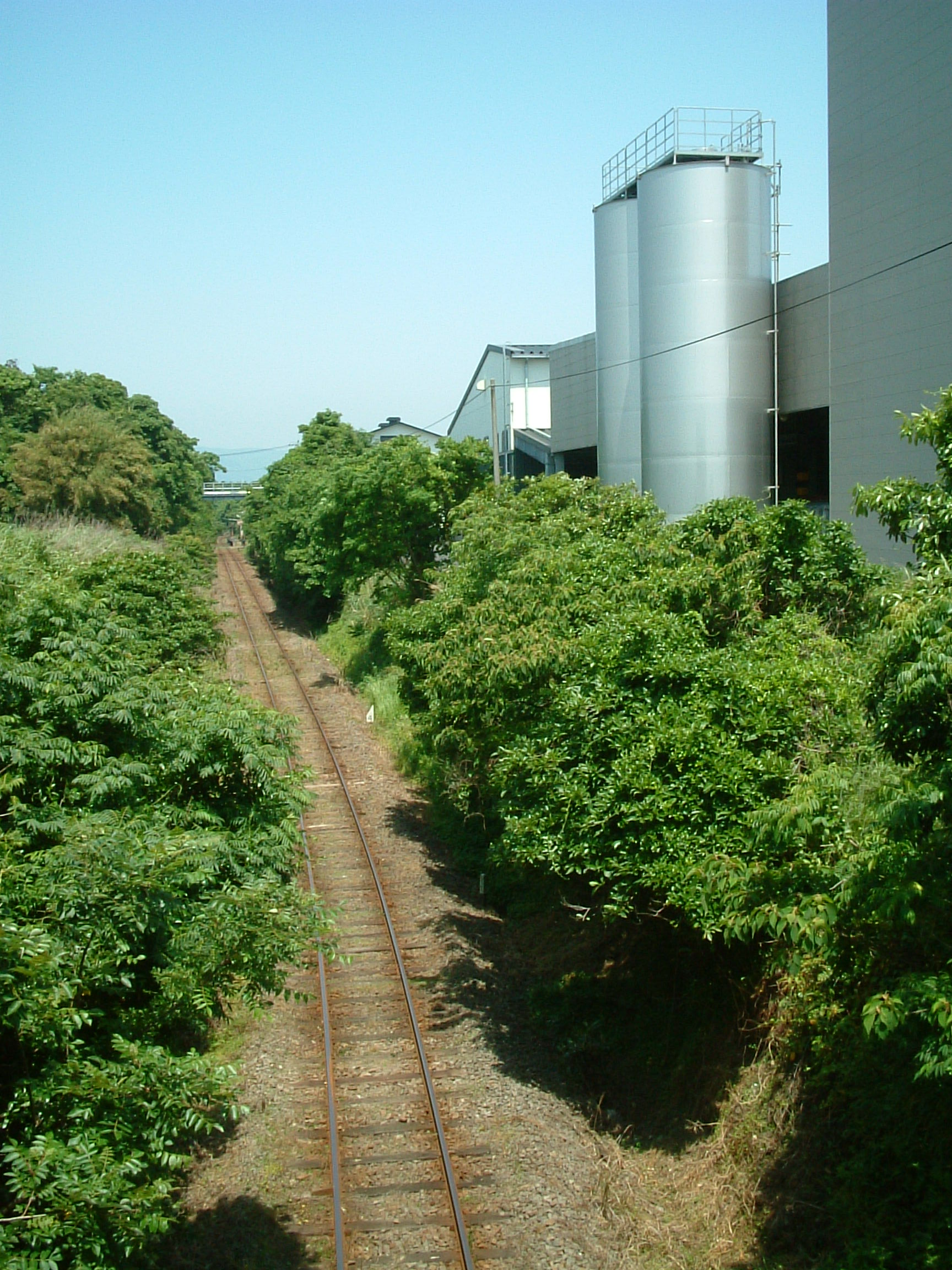
線路を跨ぐ焼酎工場パイプライン
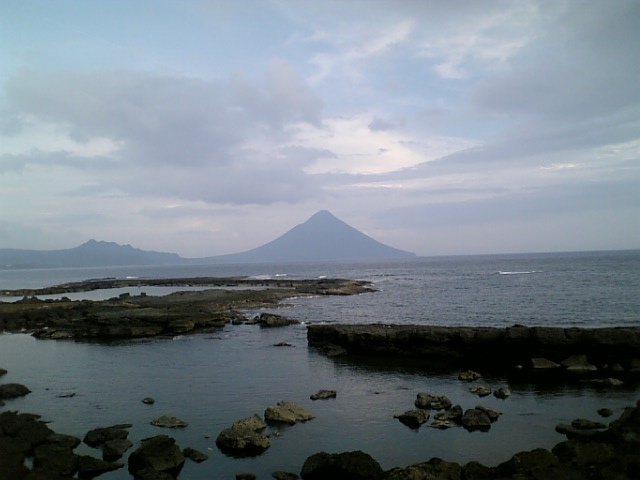
番所鼻自然公園（駅から20分）

## その他
- 南九州市にはイセエビやクルマエビの養殖場があり、主に県内向けに出荷されるが、当駅周辺にはイセエビ料理を提供している割烹旅館や食堂があり、駅名標に表示されている駅アイコンもエビのデザインである。
- 以前当線で運行されていた鹿児島中央 - 西頴娃間（土休日下りのみ）愛称付普通列車には「いせえび号」の愛称が付いていた。

## 隣の駅
九州旅客鉄道（JR九州）
■指宿枕崎線
石垣駅 - 水成川駅 - 頴娃大川駅